# Ericus Nicolai Hillenius
Ericus Nicolai Hillenius, född i 1584 i Eksjö, död 1651 i Bankekinds socken, Östergötlands län, var en svensk präst.

## Biografi
Hillenius föddes 1584 i Eksjö. Han blev 1607 student vid Uppsala universitet och prästvigdes 3 april 1610. Hillenius blev 13 september 1620 kyrkoherde i Bankekinds församling. År 1642 blev han kontraktsprost i Bankekinds kontrakt. Hillenius avled 1651 i Bankekinds socken.

### Familj
Hillenius var gift med Magdalena Ericsdotter. De fick tillsammans sonen Ericus Ulff (1610-1701), som efterträdde fadern som kyrkoherde.